# Behind the Mask (Michael Jackson)
Behind the Mask è il terzo singolo estratto dall'album postumo Michael di Michael Jackson, pubblicato il 21 febbraio 2011 dall'etichetta discografica Epic.

## Descrizione
Si tratta di una cover dell'omonimo brano del 1979 dall'album Solid State Survivor della Yellow Magic Orchestra, uscito l'anno successivo come singolo; fu reinterpretato da Greg Phillinganes nel 1984 per il suo disco Pulse, estraendolo come singolo nel 1985, e ne fu proposta una versione da Eric Clapton nel 1986 con il suo LP August, pubblicata come singolo nel 1987.
La versione di Jackson risale al 1982, durante le sedute di registrazione dell'album Thriller. Alla musica furono aggiunte alcune linee melodiche per volontà del cantante, mentre il testo, originariamente steso nel 1978 da Ryūichi Sakamoto e Chris Mosdell, fu parzialmente riscritto da Jackson in collaborazione con lo stesso Mosdell. Venne inciso con il titolo Behind the Mask (Who Do You Know?), ma infine non fu inserito nella scaletta finale del disco.
La demo originale del brano è presente in Thriller 40, con il titolo Behind The Mask (Mike's Mix), pubblicato il 18 novembre 2022. 

## Tracce
Download digitale
1. Behind the Mask (Album Version) – 5:03 (Michael Jackson, Chris Mosdell, Ryūichi Sakamoto)

Durata totale: 5:03
Vinile 7"
1. Behind the Mask (Radio Edit) – 3:39 (Michael Jackson, Chris Mosdell, Ryūichi Sakamoto)
2. Hollywood Tonight (Throwback Mix) – 3:46 (Michael Jackson, Brad Buxer, Teddy Riley)

Durata totale: 7:25

## Videoclip
La Sony Music e il Michael Jackson's Estate invitarono i fan di Michael Jackson a partecipare alla realizzazione del video musicale del singolo tramite il web, sia come protagonisti che come registi. Il risultato è un montaggio di spezzoni di comparse varie che ballano e cantano sulle note del pezzo emulando la popstar.
Un secondo videoclip, professionale, ambientato in una discoteca futuristica, dove compaiono personaggi che indossano maschere che si rifanno a varie interpretazioni del cantante, fu diretto dai registi Alex Topaller e Daniel Shapiro e pubblicato il 3 agosto 2018 sul canale YouTube ufficiale di Michael Jackson.

## Classifica
| Classifica (2010/2011) | Posizione massima |
| ---------------------- | ----------------- |
| Belgio (Vallonia)      | 24                |
| Giappone               | 71                |